# Swedish Open 1977
Lo Swedish Open 1977 è stato un torneo di tennis giocato sulla terra rossa. È stata la 30ª edizione del torneo, che fa parte della categoria del Colgate-Palmolive Grand Prix 1977. Il torneo si è giocato a Båstad in Svezia dal 3 al 10 luglio 1977.

## Campioni

### Singolare maschile
Corrado Barazzutti ha battuto in finale  Balázs Taróczy con il punteggio di 7–6, 6–7, 6–2.

### Doppio maschile
Mark Edmondson /  John Marks hanno battuto in finale  Jean-Louis Haillet /  François Jauffret con il punteggio di 6–4, 6–0.